# What I've Done
What I've Done — пісня американського рок-гурту Linkin Park і перший сингл з їх третього студійного альбому Minutes to Midnight. 1 квітня 2007 року пісня вийшла на радіо, CD став доступний 30 квітня.
13 листопада 2008 року RIAA присудив цьому синглу мультиплатиновий статус.
На офіційному YouTube-каналі групи відеокліп має понад 639 мільйонів переглядів (на 7 червня 2024 року).

## Саундтрек
Ця пісня — саундтрек до титрів у фільмі «Трансформери».